# Tillandsia karwinskyana
Tillandsia karwinskyana är en gräsväxtart som beskrevs av Schult. och Julius Hermann Schultes. Tillandsia karwinskyana ingår i släktet Tillandsia och familjen Bromeliaceae. Inga underarter finns listade i Catalogue of Life.

## Bildgalleri

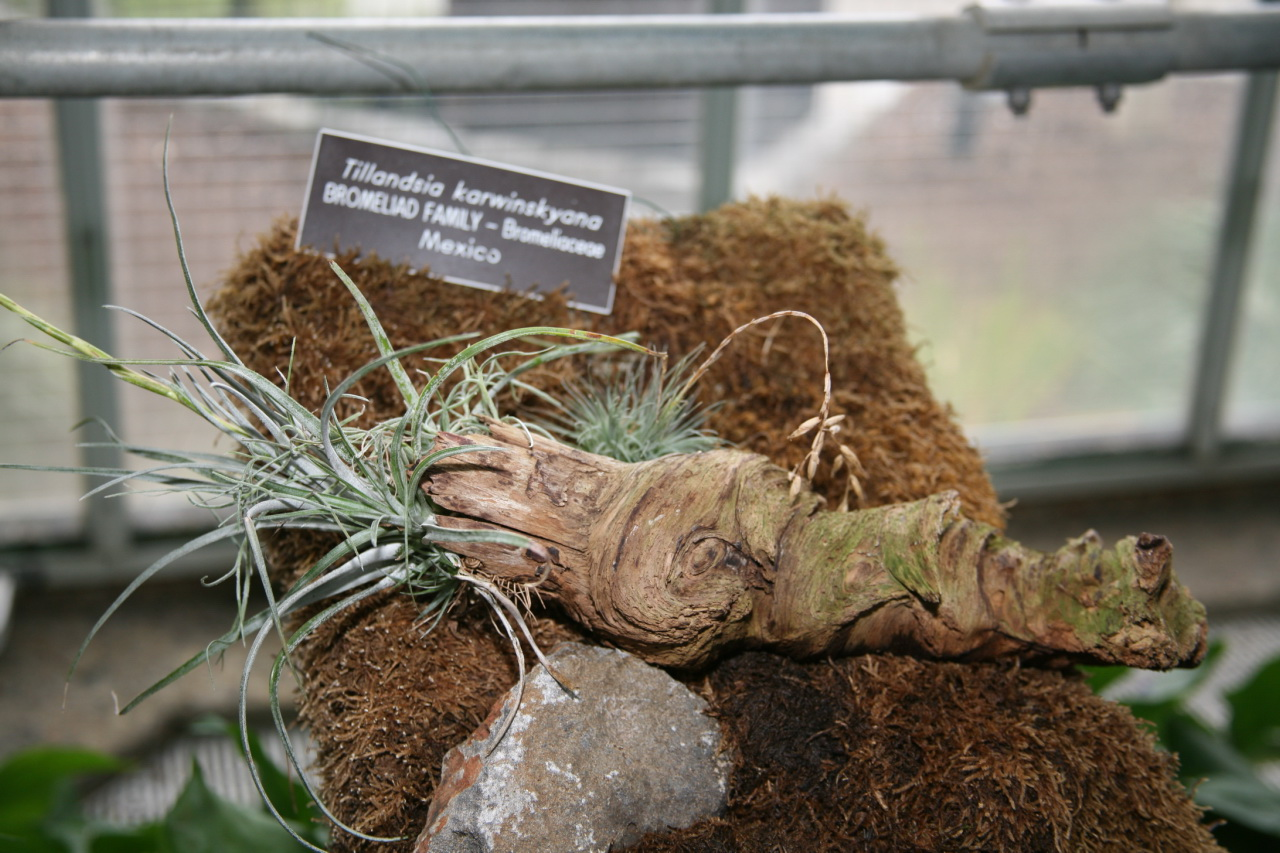